# Зборув (Свентокшиське воєводство)
Зборув (пол. Zborów) — село в Польщі, у гміні Солець-Здруй Буського повіту Свентокшиського воєводства.
Населення — 677 осіб (2011).
У 1975-1998 роках село належало до Келецького воєводства.

## Демографія
Демографічна структура на день 31 березня 2011 року:
|          | Загалом | Допрацездатний вік | Працездатний вік | Постпрацездатний вік |
| -------- | ------- | ------------------ | ---------------- | -------------------- |
| Чоловіки | 292     | 49                 | 208              | 35                   |
| Жінки    | 385     | 71                 | 214              | 100                  |
| Разом    | 677     | 120                | 422              | 135                  |